# Louis Sullivan
Louis Henry Sullivan, född 3 september 1856 i Boston, Massachusetts, död 14 april 1924 i Chicago, Illinois, var en amerikansk arkitekt.

## Biografi
Sullivan studerade vid École des Beaux-Arts i Paris 1874-76 och utvecklade där sina idéer om att formen ska följa funktionen Form follows funktion, som fick genomslagskraft inom arkitektur och design under 1930-talet. Mellan det att han grundade sitt arkitektkontor 1881 och det att han bröt med ingenjören Dankmar Adler 1895 verkade Sullivan i en jugendstil där stålkonstruktioner fick bära den eklektistiska fasaddekoren. 
Sullivan brukar med sina tidiga skyskrapor omtalas som en av pionjärerna vad gäller konstruktivistiska konstruktioner. Han var en förgrundsgestalt inom Chicagoskolan och dess funktionella skyskrapearkitektur vid 1800-talets slut. 

## Utmärkelser
Nedslagskratern Sullivan på planeten Merkurius är uppkallad efter honom.

## Projekt
- Auditorium Building (operahus), Chicago, USA, 1886-68
- Wainwright Building, St. Louis, Missouri, USA, 1890-91
- Guaranty Buidling (Prudential Building), Buffalo, USA
- Schlesinger and Mayer, Chicago, USA, 1899-1904